# Pęczniew (gemeente)
De gemeente Pęczniew is een landgemeente in het Poolse woiwodschap Łódź, in powiat Poddębicki.
De zetel van de gemeente is in Pęczniew.
Op 30 juni 2004 telde de gemeente 3733 inwoners.

## Oppervlakte gegevens
In 2002 bedroeg de totale oppervlakte van gemeente Pęczniew 128,38 km², waarvan:
- agrarisch gebied: 61%
- bossen: 11%

De gemeente beslaat 14,57% van de totale oppervlakte van de powiat.

## Administratieve plaatsen (sołectwo)
Borki Drużbińskie, Brodnia, Brodnia-Kolonia, Brzeg, Drużbin, Dybów, Ferdynandów, Jadwichna, Kraczynki, Księże Młyny, Księża Wólka, Lubola, Osowiec, Pęczniew, Popów, Przywidz, Rudniki, Siedlątków, Wola Pomianowa, Zagórki.
Zonder de status sołectwo : Łyszkowice.

## Demografie
Stand op 30 juni 2004:
| Omschrijving                   | Totaal | Totaal | Vrouwen | Vrouwen | Mannen | Mannen |
| ------------------------------ | ------ | ------ | ------- | ------- | ------ | ------ |
| eenheid                        | aantal | %      | aantal  | %       | aantal | %      |
| inwoners                       | 3733   | 100    | 1908    | 51,1    | 1825   | 48,9   |
| bevolkingsdichtheid (inw./km²) | 29,1   | 29,1   | 14,9    | 14,9    | 14,2   | 14,2   |

In 2002 bedroeg het gemiddelde inkomen per inwoner 1281,24 zł.

## Aangrenzende gemeenten
Dobra, Poddębice, Warta, Zadzim